# Henri Baud
Henri Baud, né le 31 décembre 1912 à Cluses (Haute-Savoie) et mort le 5 avril 1997 à Thonon-les-Bains, est un ancien sous-préfet honoraire, résistant, historien de Haute-Savoie.

## Biographie
Licencié en droit et ès-lettres, il devient professeur de latin et de grec à Saint-Gervais. Durant la Seconde Guerre mondiale, toujours enseignant, il est devenu chef de l'AS de Saint-Gervais, à partir de 1943, organisant un camp avec le lieutenant de tirailleurs Barbero .
En 1944, avec la libération de la Haute-Savoie, il est adjoint comme chef de cabinet du nouveau préfet de la Haute-Savoie, Irénée Revillard. Dix ans plus tard, il est sous-préfet de Saint-Julien-en-Genevois, fonction qu'il occupera jusqu'en 1959. À partir de 1962, il entre à la sous-préfecture de Thonon-les-Bains. Il restera en poste jusqu'en 1976.
Dans le développement de Thonon, Henri Baud est considéré comme un véritable soutien du maire Georges Pianta.
Passionné d'histoire, il fonde en 1977 l'association des Amis de Notre-Dame du Léman afin de sauvegarder et d'entretenir l'église Notre-Dame du Léman. Membre de l'Académie chablaisienne, il en devient son président entre 1987 à 1993. Il est élu en 1991 à l'Académie des sciences, belles-lettres et arts de Savoie, avec pour titre académique titulaire effectif non résident.
Avec Jean-Yves Mariotte, ancien élève de l'école nationale des chartes, il apporte en 1980 sa plume et ses connaissances à la rédaction de deux tomes de l'Histoire des communes savoyardes, consacrée au Chablais (tome 1) et au Faucigny (tome 2).

## Hommages
La commune de Saint-Gervais-les-Bains possède  un « Petit Square Henri Baud », tandis qu'une rue lui est consacrée à Thonon-les-Bains.
L'Académie chablaisienne lui rend hommage en octobre 2004 lors d'un colloque intitulé « Hommage à Henri Baud et au corps préfectoral de la Haute-Savoie : 60e anniversaire de la Libération ».

## Décorations
- Chevalier de l'ordre de la Santé publique (1954)[9].
- Chevalier de l'ordre des Saints-Maurice-et-Lazare

## Publications
- Batailles pour le Mont-Blanc : Histoire des tentatives d'ascension par le versant de Saint-Gervais et d'un siècle de compétitions (1760-1861), Vesoul, imprimerie M. Bon, 1961, 84 p.
- Henri Baud, Jean-Yves Mariotte et Alain Guerrier, Histoire des communes savoyardes : Le Faucigny, Roanne, Éditions Horvath, 1980, 619 p. (ISBN 2-7171-0159-4).
- Henri Baud et Jean-Yves Mariotte, Histoire des communes savoyardes : Le Chablais, Éditions Horvath, 1980, 422 p. (ISBN 978-2-7171-0099-0)
- Henri Baud, Jean-Yves Mariotte, Alain Guerrier et Jean-Bernard Challamel, Histoire des communes savoyardes : Le Genevois et le Lac d'Annecy, Éditions Horvath, 1981, 672 p. (ISBN 978-2-7171-0099-0)
- Henri Baud (Sous la dir.), Le diocèse de Genève-Annecy, t. 1, Éditions Beauchesne, coll. « Histoire des diocèses de France », 1985, 331 p. (ISBN 978-2-7010-1112-7, lire en ligne)
- Henri Baud et Olivier Forichon, Thonon-les-Bains et le Chablais, Édition Ouest-France, 1988, 87 p. (ISBN 978-2-7373-0191-9)